# Calamagrostis autumnalis
Calamagrostis autumnalis är en gräsart som beskrevs av Gen-Iti Koidzumi. Calamagrostis autumnalis ingår i släktet rör, och familjen gräs. Inga underarter finns listade i Catalogue of Life.